# Fuga in sol minore, BWV 578
La Fuga in sol minore, BWV 578, frequentemente indicata come la "Piccola Fuga", è uno dei lavori per organo scritti da Johann Sebastian Bach durante i suoi anni ad Arnstadt (1703-1707). È una delle fughe più note di Bach ed è stata sovente trascritta per altri strumenti (celeberrima la versione orchestrale di Leopold Stokowski).
L'appellativo con cui è conosciuta (Piccola Fuga) non risale all'autore, ma le fu assegnato dagli editori del catalogo bachiano per distinguerla dalla più tarda e complessa  Fantasia e Fuga in Sol minore, BWV 542.

## Analisi

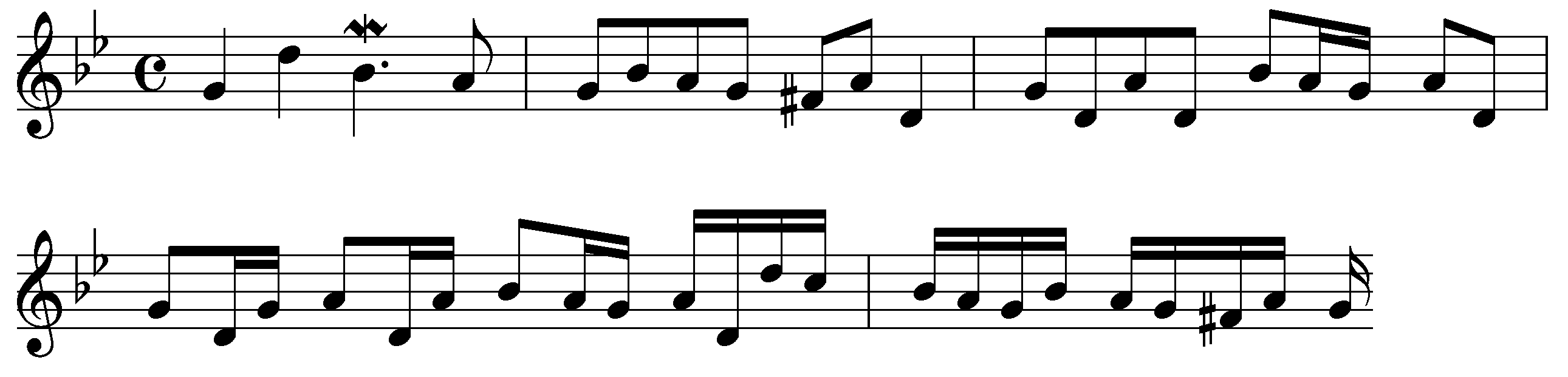
Il soggetto della fuga

Il soggetto, in Sol minore, è esposto nelle prime quattro battute e mezzo ed è uno dei motivi più riconoscibili di Bach. La fuga è a quattro voci. Durante lo sviluppo della fuga, Bach fa ricorso a una tecnica tra le più apprezzate da Arcangelo Corelli: l'imitazione tra due voci sugli ottavi in levare, che prima sale di una quarta e poi scende di un tono.